# Фарнавазиды
Фарнавазиды или Фарнавазиани (груз. ფარნავაზიანები) — несколько царских династий известных под этим названием, правивших в Иберии с 299 года до н. э.
Первая династия была основана в 299 году до н. э. царём Фарнавазом I (299—234 до н. э.), пришедшем к власти при помощи и под сюзеренитетом Селевкидов. Вторая династия (также известная как Нимродиды) была основана в 159 году до н. э. Мирианом I, происходившим, возможно, из династии Михранидов. Мириан был зятем последнего царя из первой династии Саурмага I.
В 90 году до н. э. династию Фарнавазидов/Нимродидов на иберийском престоле на 6 десятилетий смещает боковая ветвь армянской царской династии Арташесидов. В 30 году до н. э., женившись на вдове последнего царя Арташесида Фарнаваза II Бортома, царь Мириан II возвращает престол Нимродидам.
Третья династия Фарнавазидов была основана в 1 году н. э. царём Фарсманом I, внуком Фарнаваза II по материнской линии. Династия была свергнута в 189 году, когда Рев I, сын царя Великой Армении Вагарша II от сестры последнего царя Иберии из династии Фарнавазидов Амазаспа II, сверг своего дядю, основав тем самым иберийскую ветвь династии Аршакидов.

## Ранний период
В это же время пришел к Александру и Фарасман, царь хорасмиев (Хорезм), с конницей в полторы тысячи человек. Фарасман рассказал, что он живёт по соседству с племенем колхов и с амазонками, и вызвался, если Александр пожелает, ударить на колхов и амазонок, покорить заодно и племена, живущие у Эвксинского моря — быть ему проводником и заготовить все необходимое для войска…Фарасмана он поблагодарил, заключил с ним дружественный союз, но сказал, что идти к Понту для него сейчас несвоевременно.— 
Очевидно что такое соседство Хорезма с Понтом и Колхами нереально. Возможно что автор допустил ошибку и в действительности речь идет о царе Иберии, о чём также указывает само имя царя, которое на протяжении многих столетий носили иберийские цари.
Возникшая намного позже реальных событий грузинская трактовка — с откровенной тенденцией к возвышению и почитанию легендарного рода Фарнавазиани — привязывает правление этого легендарного род к эпохе Александра Великого (Македонского). По словам первого реального автора списков свода древнегрузинских летописей «Картлис цховреба» («Жизнь Грузии»)Леонтия Мровели (жившего в XI веке и писавшего намного позже описываемых событий) — Александр Македонский, якобы, завоевал Иберию и своим наместником назначил человека по имени — Азо (версия, очевидно заимствована от армянского историка V века Мовсеса Хоренаци — где Азо, в оригинале, у Хоренаци, назван Митридатом/Михрдатом. Этого мифического македонского наместника Азо/Митридата, якобы победил местный аристократ — легендарный Фарнаваз, который стал основателем Иберийского царства.
Историк V века Мовсес Хоренаци: «На двадцать четвертом году персидского царя Аршакана в Армении вступает на престол Арташес, сменив своего отца Аршака. Преуспевая (в делах), он не ограничивается вторым престолом, а домогается главенства. Аршакан не противится и соглашается уступить ему первопрестольную власть. Ибо Арташес был мужем гордым я воинственным; он и свой царский двор учредил в Персидской стране и монету стал чеканить особую, со своим изображением. Аршакана же он поставил под своей властью царем Персии, точно так, как Тиграна, своего сына, царем Армении. Однако Тиграна он отдает (в обучение) некоему юноше, известному меткостью стрельбы из лука, по имени Вараж, сыну Дата из отпрысков Гарника, потомка Гелама. Назначает его начальником царской охоты и дарит селения вдоль реки Храздан, и его (род по его имени он называет Варажнуни. Но свою дочь Арташаму Арташес отдает в жены некоему Михрдату, великому бдеашху Иверии, из потомков Михрдата, нахарара царя Дария, которого Александр, как мы рассказали выше, поставил над пленными из Верийской страны, и поручает ему наместничество северных гор и Понтийского моря.» (* Михрдат. Речь идет о предке царей Понта Митридате, современнике Александра Македонского.)
Согласно строгой исторической науки — достоверность этих сведений (Александр Македонский, якобы, завоевал Иберию и своим наместником назначил человека по имени — Азо/Михрдат/Митридат) весьма сомнительна, так как доподлинно известно, что Александр Великий (Македонский) никогда не бывал в этом регионе и никогда не ходил походом на Кавказ/Закавказье.

## Продолжительность правления
Ряд учёных[кто?] на основе сведений грузинского летописца[чьего?] XI века, после довольно кратковременного правления Фарнавазидов в список правящих династий Иберии добавили — Арташесидов, Аршакидов и Хосроидов (Сасанидов). Однако, такие доводы весьма сомнительны из-за полного отсутствия достоверных данных. Античные и армянские источники просто не знают о существовании таких династий в Иберии на протяжении всей её истории. В то же время правление династии Фарнавазидов в довольно поздний период (кон. IV века) твёрдо зафиксировано у историка V века — Фавстоса Бузанда. По всей вероятности потомки Фарнаваза правили страной до падения Иберийского царства (около 535 года).

## Римский период
Из за того что поздние грузинские летописи слишком далеки от знания исторических реалиев античной Иберии (как бы странно это ни звучало, они не знакомы с Римской империей вообще), воссоздавать картинку прошлого приходится по иностранным источникам (в основном греко-латинским), достоверность которых не вызывает сомнений.
Саурмаг I не имел сыновей. Под старость он усыновил двоюродного брата своей жены Мириана I, женил его на своей дочери и сделал наследником. В годы правления Мириана I Иберия была опустошена горцами с Кавказа. В то же время с юга иберов стали теснить армяне. Страбон пишет, что они отобрали у иберов Хордзену, Гогарену и склоны Париадра, то есть значительную часть их южных владений. Сын Мириана I, Фарнаджом, по свидетельству «Картлис цховреба», «полюбил персидскую веру», привёл и посадил в Мцхета магов-огнепоклонников. Это вызвало недовольство у народа и знати. Против Фарнаджома восстали правители областей — эристави, которые обратились к армянскому царю Арташесу I с просьбой дать им в цари своего сына. В завязавшейся войне Фарнаджому помогали парфяне, однако армянские войска одержали над ними победу. В 90 году до н. э. Фарнаджом был убит. Вместо него на престол взошёл сын Артавазда I Аршак I, и на протяжении 60 лет в середине I века до н. э. власть в Иберии принадлежала трём армянским правителям Арташесидам (Аршаку I, Артаку, Фарнавазу II).
После реставрации Фарнавазидов на картлийском престоле в последней трети I века до н. э. династия наконец выступает из былинного сумрака. О царях Иберии I века н. э. уже регулярно пишут римские историки, однако из их сочинений неясно, были ли они Фарнавазидами или Аршакидами, которые окончательно закрепились на иберийском престоле в конце II века н. э.
Из современников первых римских императоров наиболее известен царь Фарсман I, посадивший своего брата Митридата на престол Армении, за которую тогда боролись Парфия и Рим. В 50-е годы против Митридата выступил сын Фарсмана по имени Радамист. В царствование Флавиев картвелами правил Мирдат I, называвший себя другом цезарей и стремившийся заручиться поддержкой Рима для противостояния нашествию аланов.
При сыне Аршака I, Артаке, Иберия оказалась причастна к событиям Третьей Митридатовой войны и вошла в сферу римской политики. В 65 году до н. э., одержав победу над армянским царём Тиграном II, римский полководец Помпей выступил против Артака. Прежде чем последний успел собрать силы для отражения нападения, римляне овладели важной крепостью Армазцихе на берегах Куры. Переправившись затем через реку, Помпей напал на войско Артака и нанёс ему поражение. Царь вынужден был заключить мир и выдать Помпею в качестве заложников своих детей. Из Иберии Помпей двинулся в Колхиду и закончил свой поход в Фасисе. Впрочем, римское господство, установившееся в Иберии в результате всех этих событий, было более чем призрачным. В 36 году до н. э. при сыне Артака Фарнавазе II Бартоме римляне сделали ещё одну попытку овладеть Закавказьем. Дион Кассий пишет, что полководец Марка Антония Публий Канидий Красс предпринял поход против иберов, победил в бою их царя Фарнаваза и привлёк его к союзу. Но и после этого иберы оставались вполне независимыми. Римские войска, кажется, больше никогда не вторгались в их пределы.
В 30 году до н. э. на Иберию во главе парфянских войск напал сын Фарнаджома, Мириан II. Он победил в сражении Фарнаваза Бартома, которого поддерживали армяне, и сам стал царём. Ему наследовал сын Аршак II. Тот, в свою очередь, был свергнут в 1 году внуком Фарнаваза, Адерки, который был сыном эгрисского царевича Картама и дочери Фарнаваза; после смерти деда он укрылся в Армении; армяне в дальнейшем оказали ему поддержку в борьбе за престол. (Таково изложение событий в грузинских летописях. Римские историки не знают никакого Адерки. Дион Кассий сообщает, что в 35 году в Иберии царствовал Митридат (Мирдат I). Г. А. Меликишвили отождествляет этого Митридата с Адеркой и считает, что «Мирдат» было его вторым, «тронным», именем, под которым он и был известен за рубежом.) При сыне Мирдата I, Фарсмане I, усилившаяся Иберия начинает проводить активную внешнюю политику. В 35 году император Тиберий передал армянское царство брату Фарсмана, Мирдату I. Во главе большой армии (кроме иберов в ней были албаны и сарматы) Фарсман в 35 году вторгся в Армению и овладел её столицей Арташатом. Правивший здесь парфянский царевич Аршак бежал. На помощь ему царь Парфии Артабан III отправил большое войско во главе с сыном Ородом. Произошла ожесточённая битва (описание её есть у Тацита), в которой иберы, хотя и не без труда, одержали полную победу. Парфяне были изгнаны из страны, и в ней воцарился Мирдат I. Артабан ещё несколько раз совершал нападения на Армению, но все они были отражены. Однако, сделавшись армянским царём, Митридат стал проводить независимую политику. Между ним и братом стала нарастать напряжённость. В конце концов Фарсман подослал к Митридату своего сына Радамиста, который в 51 году сверг его с престола. Но эти внутренние распри привели лишь к тому, что Армения вновь перешла к парфянам — в 54 году и здесь прочно утвердилась парфянская династия Аршакуни. Иберы сохранили за собой лишь приграничные области.
Об иберийских царях, правивших после Фарсмана I вплоть до начала IV века, мы имеем очень скудные известия. Из сообщения Диона Кассия известно, что царь Фарсман III вместе с женой посещал Рим, где был с почётом принят императором Антонином Пием, увеличившим его владения за счёт некоторых причерноморских областей, прежде принадлежавших римлянам.

## Поздний период
Начиная с III в. династия постепенно пришла в упадок. Иберийские цари во внешней политике по прежнему ориентируясь на Рим (позже на Византию), официальной религией приняли Христианство. После почти трехвековой войны за независимость против Сасанидской империи, Фарнавазиды потеряли Иберийский трон. Предположительно последний царь Иберии из рода Фарнавазидов Дзаманарс в 535 г был вынужден покинуть страну

## Известные представители династии

### Цари Иберии
- Фарнаваз I (ок 305/284 год до н. э.)
- Саурмаг I — царь (234—159),
- Мириан I — царь (159—109),
- Фарнаджом — царь (109—90)
- Мириан II — царь (30—20 до н.э.)
- Аршак II — царь (20—3 до н.э.)
- Адерки сын Картама — царь (1 н.э. — 58 н.э.)
- Митридат II (ок 75)
- Митридат III (ок 114)
- Фарсман II Доблестный (ок 130—150)
- Хсефарнуг (ок 160)
- Амазасп (ок 250)
- Мириан III (ок 330—362)
- Саурмаг II (ок 368)
- Асфагур (ок 369)
- Фарсман IV (ок 400)
- Вахтанг Горгасали (ок 438—491)
- Гурген (ок 523)
- Дзаманарс (ок 535)

### Цари Армении
- Митридат Иберийский (35—51)
- Радамист (51—55)

## Комментарии
1. ↑  У Мовсеса Хоренаци он назван Михрдатом.